# Istorija Tajlanda
Tajlanđani, koji su originalno živeli u Kmerskom carstvu, migrirali su u Indokinu tokom perioda od više vekova. Smatra se da reč Siam (สยาม) potiče iz palija (suvaṇṇabhūmi, „zemlja zlata”) ili sanskrtske reči श्याम (śyāma, „mračno”) ili monske reči ာမည (rhmañña, „stranac”), i da verovatno ima isti koren kao Šan i Ahom. S druge strane kineski: 暹羅; pinjin: Xiānluó bilo je ime za severno kraljevstvo s centrom u Sukotahu i Savankaloku, dok je za Tajlanđane, naziv zemlje uvek bio Mjuang Taj.
Sijam kao naziv zemlje za zapadnjake verovatno je potekao od Portugalaca. Portugalske hronike napominju da je Boromatrajlokanat, kralj Ajutajskog kraljevstva, poslao ekspediciju u Malakijski sultanat na južnom vrhu Malajskog poluostrva 1455. godine. Nakon njihovog osvajanja Malake 1511. godine, Portugalci su poslali diplomatsku misiju u Ajutaju. Vek kasnije, 15. avgusta 1612. godine, trgovci Britanske istočnoindijske kompanije sa akreditacijom kralja Džejmsa I, prispeli su na na Sijamski zaliv.‍:18 „Do kraja 19. veka, naziv Sijam je postao toliko uvrežen u geografskoj nomenklaturi da se verovalo da će to ime i nijedno drugo ostati ustaljeno.”‍:16
Indijanizovana kraljevstva, kao što su Mon, Kmersko carstvo i malajske države Malajskog poluostrva i Sumatre, vladali su regionom. Tajlanđani su osnovali svoje države: Ngoenjang, Sukotajsko kraljevstvo, Kraljevstvo Đijang Maj, Lanataj i Ajutajsko kraljevstvo. Te države su se međusobno borile i bile su pod stalnom pretnjom Kmera, Burme i Vijetnama. Mnogo kasnije, evropske kolonijalne sile su postale pretnja u 19. i ranom 20. veku, ali Tajland je preživeo kao jedina država jugoistočne Azije koja je izbegla evropsku kolonijalnu vlast zbog centralizujućih reformi koje je doneo kralj Čulalongkorn i zbog toga što su Francuzi i Britanci odlučili da to bude neutralna teritorija, kako bi se izbegli sukobi između njihovih kolonija. Nakon okončanja apsolutne monarhije 1932. godine, Tajland je izdržao šezdeset godina gotovo trajne vojne vladavine pre uspostavljanja demokratski izabranog vladinog sistema. U 2014. godini došlo je do još jednog državnog udara.

## Praistorija
Kontinentalna jugoistočna Azija je hiljadama godina bila dom raznih autohtonih zajednica. Otkriće fosila Homo erectus kao što je Lampang čovek je primer arhaičnih hominida. Ostaci su prvi put otkriveni tokom iskopavanja u provinciji Lampang. Nalazi su datirani od pre otprilike 1.000.000-500.000 godina u pleistocenu. Kameni artefakti koji datiraju pre 40.000 godina pronađeni su iz na primer skloništa Tham Lod u Mae Hong Son i Lang Rongrien Rokšelter u Krabiju, poluostrvo Tajland. Arheološki podaci od pre 18.000–3.000 godina prvenstveno potiču iz pećinskih i stenskih skloništa i povezani su sa hoabinhijskim sakupljačima hrane.

## Početne države i indijske države
U današnjem Tajlandu postoje mnoga nalazišta koja datiraju iz bronzanog (1500–500. p. n. e.) i gvozdenog doba (500. p. n. e.-500). Lokalitet Ban Čang (oko provincije Udon Tani) trenutno se rangira kao najraniji poznati centar proizvodnje bakra i bronze u jugoistočnoj Aziji i datiran je na oko 2.000 godina pre nove ere. Tajland je takođe učestvovao u Pomorskom putu žada, koji je postojao 3.000 godina, od 2000. p. n. e. do 1000. godine nove ere.
Najstariji poznati zapisi o političkom entitetu u Indokini pripisuju se Funanu – sa centrom u delti Mekonga i koji obuhvata teritorije unutar današnjeg Tajlanda. Kineski anali potvrđuju postojanje Funana još u 1. veku nove ere. Arheološka dokumentacija implicira opsežnu istoriju ljudskih naselja od 4. veka pre nove ere.
Region je takođe bio domaćin nizu autohtonih civilizacija koje govore austroazijski i malajo-sumbavan. Međutim, malo se zna o Tajlandu pre 13. veka, pošto su literarni i konkretni izvori oskudni, a većina znanja o ovom periodu je sakupljena iz arheoloških dokaza. Slično drugim regionima u jugoistočnoj Aziji, Tajland je bio pod jakim uticajem kulture i religije Indije, počevši od Kraljevine Funan oko prvog veka do Kmerskog carstva. Ova „indijanizovana kraljevstva“ se sastoje od Dvaravatija, Šrivijaje i Kmerskog carstva. E. A. Vorecč veruje da je budizam morao da dospe na Tajland iz Indije u vreme indijskog cara Ašoke iz carstva Maurija i tokom prvog milenijuma. Kasnije je Tajland bio pod uticajem južnoindijske dinastije Palava i severnoindijskog carstva Gupta.

### Centralni Tajland
Reka Čao Praja u današnjem centralnom Tajlandu nekada je bila dom kulture Mon Dvaravati, koja je preovladavala od 7. do 10. veka. Semjuel Bil je otkrio postojanje države zabeležene u kineskim spisima o jugoistočnoj Aziji pod nazivom „Duoluobodi”. Tokom arheoloških iskopavanja na početku 20. veka koje je vodio Džordž Kodes otkrio je da je provincija Nakon Patom bila centar Dvaravati kulture. Dva najvažnija lokaliteta bila su Nakorn Patom i U Tong (u modernoj provinciji Sufan Buri). Dvaravatijevi natpisi su bili na sanskritu i monu koristeći pismo izvedeno iz palavskog pisma južnoindijske Palavske dinastije.

### Južni Tajland
Ispod Kra prevlake nalazilo se mesto malajske civilizacije. Primordijalna malajska kraljevstva su opisana kao pritoke Funanu u kineskim izvorima iz drugog veka, iako se većina njih pokazala kao plemenske organizacije umesto kao punopravna kraljevstva. Od šestog veka pa nadalje, dve glavne mandale vladale su južnim Tajlandom, Kanduli i Langkasuka. Kanduli se fokusirao na ono što je sada provincija Surat Thani i Langasuka u provinciji Patani.
Južni Tajland je bio centar hinduizma i mahajana budizma. Tanški monah Jidžing se zaustavio u Langkasuki da bi proučavao gramatiku palija i mahajanu tokom svog putovanja u Indiju oko 800. U to vreme, kraljevstva južnog Tajlanda su brzo potpala pod uticaj malajskog kraljevstva Srivijaja sa Sumatre. Tamilski kralj Radžendra Čola I, Veliki, iz dinastije Čola, napao je kraljevstvo Tambralinga na jugu Tajlanda u 11. veku.‍:866

## Literatura
- Winichakul, Thongchai (1984). Siam Mapped. University of Hawaii Press. ISBN 978-0-8248-1974-3.
- Wyatt, David (2003). Thailand: A Short History (2nd изд.). Yale University Press. ISBN 978-0-300-08475-7.
- Jean Baptiste Pallegoix (Bishop of Mallos) (1854). Description du Royaume Thai ou Siam. Volume 2 of Description du Royaume Thai ou Siam: comprenant la topographie, histoire naturelle, moeurs et coutumes, legislation, commerce, industrie, langue, litt?rature, religion, annales des Thai et pr?cis historique de la mission : avec cartes et gravures, Jean Baptiste Pallegoix (Bishop of Mallos). Au profit de la mission de Siam. стр. 637. Приступљено 1. 7. 2011.
- Schlegel, Gustaaf (1901). Siamese studies. Oriental Printing-Office, formerly E.J. Brill. стр. 128. Приступљено 1. 7. 2011.
- Siamese studies. Brill Archive. 1902. Приступљено 1. 7. 2011.
- Walter Armstrong Graham (1913). Siam: a handbook of practical, commercial, and political information (2 изд.). F. G. Browne. стр. 637. Приступљено 1. 7. 2011.
- Sir John Bowring (1857). The kingdom and people of Siam: with a narrative of the mission to that country in 1855, Volume 1. J. W. Parker. Приступљено 1. 7. 2011.
- N. A. McDonald (1871). Siam: its government, manners, customs, &c. A. Martien. стр. 213. Приступљено 1. 7. 2011.
- Peter Anthony Thompson (1910). Siam: an account of the country and the people. J. B. Millet. стр. 330. Приступљено 1. 7. 2011.
- Mary Lovina Cort (1886). Siam: or, The heart of farther India. A. D. F. Randolph & Co. стр. 399. Приступљено 1. 7. 2011.
- George Blagden Bacon (1873). Siam: the land of the white elephant, as it was and is. Scribner, Armstrong. стр. 347. Приступљено 1. 7. 2011.
- Smith, Samuel John, ур. (1871). The Siam Repository: Containing a Summary of Asiatic Intelligence, Volume 3. Printed at S. J. Smith's office. Приступљено 24. 4. 2014.
- Twentieth century impressions of Siam its history, people, commerce, industries, and resources, with which is incorporated an abridged edition of Twentieth century impressions of British Malaya. (1908) Editor in chief: Arnold Wright. Assistant editor: Oliver T. Breakspear. Published by Lloyds Greater Britain Publishing Company. London. Library of Congress classification: DS565.W7. Survey and map making in Siam. Open Library
- Thailand Country Study for the Library of Congress, 1987. Barbara Leitch LePoer, editor. This text comes from the Country Studies Program, formerly the Army Area Handbook Program. The Country Studies Series presents a description and analysis of the historical setting and the social, economic, political, and national security systems and institutions of countries throughout the world.
- Baker, Chris; Phongpaichit, Pasuk (2017), A History of Ayutthaya, Cambridge University Press, ISBN 978-1-107-19076-4.
- Baker, Chris (2002), „From Yue To Tai” (PDF), Journal of the Siam Society, 90 (1–2): 1—26.
- Taylor, Keith W. (1991), The Birth of Vietnam, University of California Press, ISBN 978-0-520-07417-0.